# Florida (paroisse civile)
Pour les articles homonymes, voir Florida.
Florida est l'une des deux divisions territoriales et statistiques dont l'unique paroisse civile de la municipalité de Santa Rosalía dans l'État de Portuguesa au Venezuela. Sa capitale est Nueva Florida.